# Vitry-en-Charollais
Vitry-en-Charollais este o comună în departamentul Saône-et-Loire, Franța. În 2009 avea o populație de 1.108 de locuitori.

## Evoluția populației
| An        | 1975 | 1982 | 1990 | 1999 | 2006  | 2009  |
| --------- | ---- | ---- | ---- | ---- | ----- | ----- |
| Populație | 768  | 866  | 952  | 962  | 1.069 | 1.108 |